# Изегем
Изегем (на нидерландски: Izegem) е град в Северозападна Белгия, окръг Руселаре на провинция Западна Фландрия. Населението му е около 26 500 души (2006).